# Hodulcine

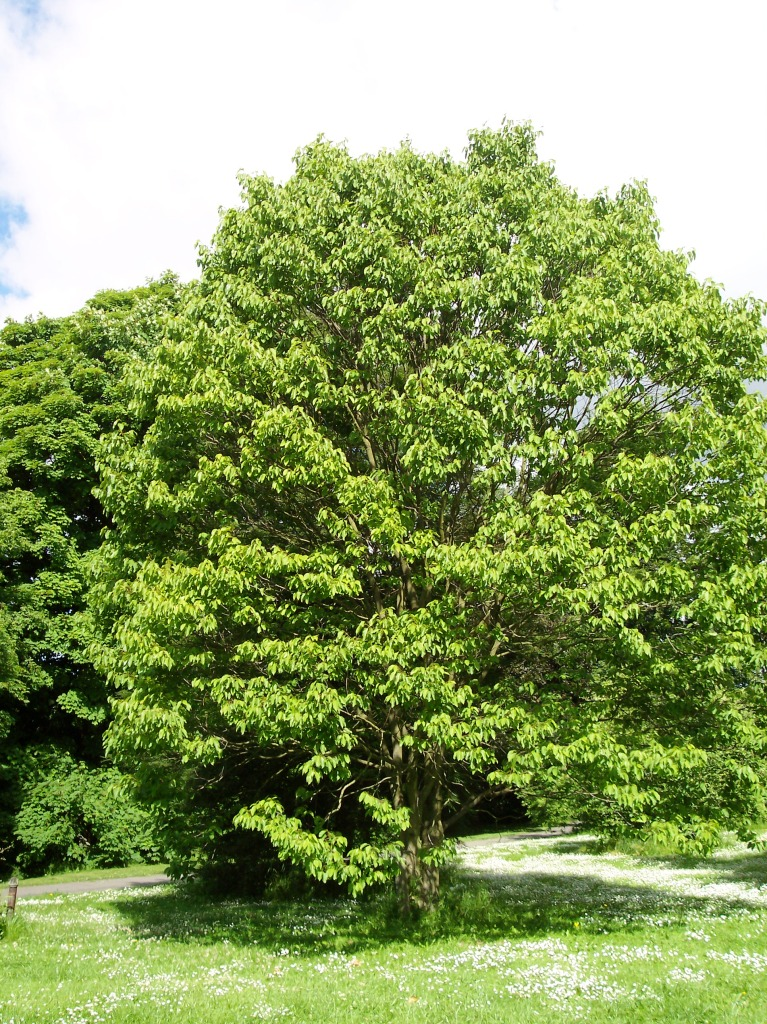
Japanischer Rosinenbaum

Hodulcine (auch Hoduloside) sind eine Gruppe von Triterpen-Glycosiden vom Dammaran-Typ, die im japanischen Rosinenbaum Hovenia dulcis Thunb. vorkommen.

## Eigenschaften
Hodulcine hemmen bei Menschen den Rezeptor für Süßgeschmack auf der Zunge, wie auch Lactisol, Gymnemasäuren, Gurmarin und Ziziphin. Unter den Hodulcinen hemmt Hodulosid 1 den Süßgeschmack am stärksten, aber schwächer als Gymnemnasäuren. Die Geschmäcker für sauer, salzig und bitter werden nicht durch Hodulcine gehemmt. Hodulcine kommen in den Blättern, Wurzeln und Früchten des japanischen Rosinenbaums vor.